# Сан Фино (Кјети)
Сан Фино (итал. San Fino) је насеље у Италији у округу Кјети, региону Абруцо.
Према процени из 2011. у насељу је живело 137 становника. Насеље се налази на надморској висини од 47 м.